# Pôle européen de la céramique
Le pôle européen de la céramique est un pôle de compétitivité basé à Limoges, créé et labellisé en 2005 pour dynamiser l'activité de la filière céramique. 

## Objectifs
Le pôle européen de la céramique implanté à Limoges a pour objectif de promouvoir le développement industriel et technologique de la céramique.
Il est le seul pôle de compétitivité en France rattaché au domaine de la céramique et consacré à la valorisation des techniques céramiques,. Cette particularité ajoutée aux enjeux spécifiques des acteurs du marché de la céramique, élargit le champ d'interaction du pôle : à la territorialité et aux enjeux de développement économique sur un territoire spécifique, élément inhérent de tout pôle de compétitivité, s'ajoutent des enjeux de développement du secteur dépassant les frontières.
Le pôle anime le réseau et dynamise les échanges entre les acteurs de la filière céramique. Il a de plus la mission de réaliser de la prospection et de la détection de contacts pour ses membres au travers de participations à des salons et des conventions d’affaires, avec prise de contact et d’informations technologiques.
Sa stratégie se décline sur les quatre marchés cibles de la céramique : luxe et création, systèmes énergétiques, composants électroniques, électriques et optiques, et protection des personnes et de l'environnement.
Le pôle épaule le développement des entités de recherche et de transfert technologique (Institut de Recherche sur les Céramiques, Centre de Transfert Technologique des Céramiques notamment), capitalisant sur un leadership français incontesté dans le domaine.

## Acteurs
Le pôle européen de la céramique rassemble des membres venant de différents horizons — industriels, centres de recherche, centres de transfert technologiques, centres de formation, institutions, associations et organismes d'État, porteurs de projets, startups, etc. — avec chacun ses propres problématiques et enjeux.
Ces différents acteurs sont représentatifs du monde de la céramique aussi bien dans le domaine des matériaux que des biens de consommation céramiques[réf. souhaitée].
Ils sont regroupés au sein de l'« association pour le développement et la promotion du pôle européen de la céramique » créée en 2005 à Limoges et régie par la loi du 1er juillet 1901, communément appelée « pôle européen de la céramique ».

## Implantation
Les locaux du pôle européen de la céramique sont situés dans la technopole Ester au nord-est de Limoges. La ville de Limoges est un bassin de la céramique de par son histoire et le grand nombre d'entreprises, laboratoires de recherche et centres de formation de la filière céramique présentes sur son territoire,,.
La plupart de ses membres sont implantés dans le régions Nouvelle-Aquitaine, Occitanie et Centre-Val de Loire,.

## Projets
Avec 155 nouveaux projets portés par les 120 entreprises du pôle entre 2005 et 2015, la révolution numérique a démultiplié les débouchés de la filière céramique.
Le pôle développe également des partenariats avec d'autres pôles de compétitivité. Par exemple avec le pôle « Elopsys » en vue de mettre au point des techniques de fabrication 3D de composants multimatériaux intelligents et avec le pôle aquitain Aerospace valley dans le domaine des matériaux céramiques pour le marché aérospatial y compris la fabrication additive de matériaux hybrides ou composites,.